# جوليا شامبرز
جوليا شامبرز (بالإنجليزية: Julia Chambers)‏ هي ممثلة بريطانية، ولدت في 27 فبراير 1956 في برستل في المملكة المتحدة.

## وصلات خارجية
- جوليا شامبرز على موقع IMDb (الإنجليزية)
- جوليا شامبرز على موقع قاعدة بيانات الفيلم (الإنجليزية)